# Nihayet Şahin
Nihayet Şahin (* 28. November 1998 in Malatya) ist eine türkische Schauspielerin.

## Leben und Karriere
Şahin wurde am 28. November 1998 in Malatya geboren. Sie studierte an der Universität Ankara. Ihr Debüt gab sie 2022 in der Fernsehserie Seversin. Im selben Jahr trat sie in dem Film Das Festival der Troubadoure auf. Außerdem bekam sie 2023 in dem Film Aybüke: Ögretmen Oldum Ben! die Hauptrolle. Unter anderem war Şahin in einer Folge in Genç Sahne zu sehen. 2023 setzte sie ihre Karriere in Teşkilat fort.

## Filmografie
Filme
- 2022: Das Festival der Troubadoure (Aşıklar Bayramı)
- 2023: Aybüke: Öğretmen Oldum Ben!

Serien
- 2022: Seversin
- 2024: Genç Sahne
- 2024: Teşkilat